# ISO 3166-2:GE
ISO 3166-2:GE — стандарт Міжнародної організації зі стандартизації, який визначає геокоди. Є частиною стандарту ISO 3166-2, що належать Грузії. Стандарт охоплює одне місто-столицю (Тбілісі), дев'ять країв та дві автономні республіки.

## Загальні відомості
Кожен геокод складається з двох частин: коду Alpha2 за стандартом ISO 3166-1 для Грузії — GE та додаткового двосимвольного коду, записаних через дефіс. Додатковий двосимвольний код, утворений двома літерами латинського алфавіту, як правило співзвучних абревіатурі назви адміністративних одиниць. Геокоди міста, країв та автономних республік є підмножиною коду домену верхнього рівня — GE, присвоєного Грузії відповідно до стандартів ISO 3166-1.

## Геокоди Грузії
Геокоди 1-го міста, 9-ти країв та 2-х автономних республік адміністративно-територіального поділу Грузії.
| Поз.* | Геокод | Адміністративна одиниця       | Статус               |
| ----- | ------ | ----------------------------- | -------------------- |
| 1     | GE-AB  | Абхазька Автономна Республіка | автономна республіка |
| 2     | GE-SZ  | Самеґрело-Земо Сванеті        | край                 |
| 3     | GE-GU  | Гурія                         | край                 |
| 4     | GE-AJ  | Аджарія                       | автономна республіка |
| 5     | GE-RL  | Рача-Лечхумі та Квемо Сванеті | край                 |
| 6     | GE-IM  | Імереті                       | край                 |
| 7     | GE-SJ  | Самцхе-Джавахеті              | край                 |
| 8     | GE-SK  | Шида Картлі                   | край                 |
| 9     | GE-MM  | Мцхета-Мтіанеті               | край                 |
| 10    | GE-KK  | Квемо Картлі                  | край                 |
| 11    | GE-KA  | Кахеті                        | край                 |
| 12    | GE-TB  | Тбілісі                       | місто                |

* Позиції адміністративних одиниць згідно мапи «Адміністративний поділ Грузії».

## Геокоди прикордонних для Грузії держав
- Росія — ISO 3166-2:RU (на півночі),
- Азербайджан — ISO 3166-2:AZ (на південному сході),
- Вірменія — ISO 3166-2:AM (на півдні),
- Туреччина — ISO 3166-2:TR (на півдні),
- Румунія — ISO 3166-2:RO (на заході, морський кордон),
- Болгарія — ISO 3166-2:BG (на заході, морський кордон),
- Україна — ISO 3166-2:UA (на північному заході, морський кордон).